# 10166 Такарадзіма
10166 Такарадзіма (10166 Takarajima) — астероїд головного поясу, відкритий 30 січня 1995 року.
Тіссеранів параметр щодо Юпітера — 3,387.
Названо на честь острова Такарадзіма (яп. たからじま(宝島) такарадзіма).